# Gerardo de Jesús Rojas López
Gerardo de Jesús Rojas López (* 13. April 1957 in Teocaltiche) ist Bischof von Tabasco.

## Leben
Gerardo de Jesús Rojas López empfing am 16. September 1983 die Priesterweihe.
Papst Johannes Paul II. ernannte ihn am 22. Mai 2004 zum Bischof von Nuevo Casas Grandes. Die Bischofsweihe spendete ihm der Bischof von Ciudad Juárez, Renato Ascencio León, am 4. August desselben Jahres; Mitkonsekratoren waren Giuseppe Bertello, Apostolischer Nuntius in Mexiko, und Hilario Chávez Joya MNM, Altbischof von Nuevo Casas Grandes.
Am 7. Dezember 2010 wurde er zum Bischof von Tabasco ernannt und am 19. Januar des nächsten Jahres in das Amt eingeführt.